# Trolleybus Luzern
Der Trolleybus Luzern ist das Trolleybus-System der schweizerischen Stadt Luzern, das über die Stadtgrenze hinweg auch in die Nachbargemeinden Emmen, Horw, Kriens, Ebikon und das 2010 eingemeindete Littau führt. Er wurde am 7. Dezember 1941 eröffnet und ersetzte bis 1961 sukzessive die frühere Strassenbahn Luzern von 1899. Heute betreiben die Verkehrsbetriebe Luzern (VBL) sieben Trolleybus-Linien. Auf dem Trolleybusnetz ohne die später eingeführte Linie 5 wurden im Jahr 2015 28,6 Millionen Fahrgäste befördert. Ergänzt werden sie durch 25 Autobus-Linien des gleichen Verkehrsunternehmens, darunter sieben Nachtbuslinien.

## Linien
Die Verkehrsbetriebe Luzern betreiben sieben Trolleybuslinien, dies sind im Einzelnen:
| Linie | Strecke                                      | Haltestellen | Taktfolge HVZ / NVZ | Kurse | Art              | Fahrzeugeinsatz                           |
| ----- | -------------------------------------------- | ------------ | ------------------- | ----- | ---------------- | ----------------------------------------- |
| 1     | Obernau Dorf – Ebikon, Fildern               | 38 / 38      | 7½ Minuten          | 13    | Durchmesserlinie | Doppelgelenkwagen                         |
| 2     | Sprengi – Luzern Bahnhof                     | 16 / 16      | 7½ Minuten          | 8     | Radiallinie      | Doppelgelenkwagen                         |
| 4     | Hubelmatt – Luzern Bahnhof                   | 09 / 09      | 10 Minuten          | 3     | Radiallinie      | Gelenkwagen                               |
| 5     | Kriens Busschleife – Emmenbrücke Bahnhof Süd | 20 / 20      | 7½ / 15 Minuten     | 7     | Tangentiallinie  | Gelenkwagen                               |
| 6     | Matthof – Büttenenhalde                      | 23 / 24      | 10 / 15 Minuten     | 7     | Durchmesserlinie | Gelenkwagen, vereinzelt Doppelgelenkwagen |
| 7     | Biregghof – Unterlöchli                      | 23 / 24      | 7½ / 15 Minuten     | 7     | Durchmesserlinie | Gelenkwagen                               |
| 8     | Hirtenhof – Würzenbach                       | 19 / 20      | 10 / 15 Minuten     | 6     | Durchmesserlinie | Doppelgelenkwagen                         |

Die Linien 1 und 5 überqueren auf ihrem Westast die Grenze zur Nachbargemeinde Kriens, die Linie 1 auf ihrem Ostast die Gemeinde Ebikon, die Linien 2 und 5 führen in das nördlich von Luzern gelegene Emmen. Ausserdem befindet sich die südliche Endhaltestelle der Linie 7 ennet der Stadtgrenze auf Gebiet der Gemeinde Horw.
Die Linien 6 und 8 bedienen zwischen Brüelstrasse und Schönbühl die gleiche Strecke, so dass sich auf diesem Abschnitt durch Überlagerung ein 5-Minuten-Takt in der HVZ und ein 7½-Minuten-Takt in der NVZ ergibt. Oft spricht man daher auch von der Doppellinie 6/8.
Auf der Linie 1 führte der Verkehrsverbund Luzern im Juni 2014 das System RBus ein, im Dezember 2016 folgte die Linie 2, und seit Herbst 2017 ist auch die Linie 8 Teil davon. Bis 2025 sollen dadurch die Hauptlinien des Trolleybus Luzern schrittweise zu einem hochwertigen Trolleybussystem umgebaut werden.
Die Linie 5 verkehrt nicht an Sonn- und Feiertagen sowie werktags nur bis 20 Uhr, da sie hauptsächlich als Ergänzung zu den RBus-Linien 1 und 2 für Pendler zwischen Kriens und Emmenbrücke dienen soll.
Das Depot Weinbergli befindet sich an der Strecke der Linien 6, 7 und 8. Das Depot Root liegt an keiner Trolleybus-Strecke und wird von den Doppelgelenkwagen der Linie 1 im Batterie-Modus erreicht. Die Traktionsbatterien der Fahrzeuge werden anschliessend im Depot aufgeladen.

### Planungen
R-Buslinie 3:
Die heute mit Autobussen betriebene Linie 12 soll mit dem Würzenbach-Ast der R-Buslinie 8 zur neuen R-Buslinie 3 „Würzenbach-Luzern Bahnhof-Littau“ verknüpft werden. Zu diesem Zweck sollen zwischen dem Kreuzstutz und der Haltestelle „Michaelshof“ Fahrleitungen erstellt werden. Der restliche Streckenabschnitt wird dann im Batteriemodus bedient.
R-Buslinie 8/19:
Der „Hirtenhof“-Ast der Linie 8 soll dann mit der Dieselbuslinie 19 zur Linie „Hirtenhof-Luzern Bahnhof-Kantonsspital-Friedental“ verknüpft werden. Zur HVZ soll jeder zweite Kurs nach dem Friedental via Kreuzstutz nach „Emmenbrücke Bahnhof Süd“ verkehren. Der Abschnitt zwischen Schlossberg und dem Friedental respektive Kreuzstutz soll im Batteriemodus bedient werden.
Umstellung Linie 30:
Ebenfalls ist geplant, die Dieselbuslinie 30 „Ebikon Bahnhof-Kantonsspital-Littau Gasshof-Littau Bahnhof“ auf Trolleybusbetrieb umzustellen. Diese soll dann wie die Linie 8/19 zwischen „Schlossberg“ und „Kreuzstutz“ im Batteriemodus verkehren. Das Gleiche gilt auch für die Strecke „Michaelshof-Littau Bahnhof“.
Bushub Bahnhof Ebikon:
Des Weiteren soll in Ebikon beim Bahnhof noch der definitive Bushub gebaut und dann die Fahrleitungen der Linie 1 bis zu demselbigen verlängert werden. Damit würde dann das Senken und Heben der Ruten mitten auf der Strecke zwischen „Hofmatt“ und „Ebikon Bahnhof“ entfallen.

## Geschichte

### Vorgeschichte
Bereits 1912 prüfte die damalige Trambahn Luzern (TrL) nach einem Besuch bei der geleiselosen Bahn Ludwigsburg den Bau einer Trolleybusstrecke zwischen Halde und Seeburg als Anschluss ans damalige Tramnetz. Das Projekt wurde aber nach dem Ausbruch des Ersten Weltkriegs nicht weiterverfolgt. 1928 nahmen schliesslich die ersten Autobusse den Betrieb in Luzern auf, und ausgerechnet der Tramabschnitt Luzernerhof–Halde, an den das erste Trolleybusprojekt anschliessen sollte, wurde 1930 auf Autobus umgestellt. Mitte der 1930er Jahre drängte sich eine Erweiterung der Autobusflotte auf. Deshalb organisierte die TrL-Direktion zusammen mit Vertretern aus Winterthur und dem St. Galler Rheintal eine Studienreise, die zu acht belgischen und deutschen Netzen führte. Im Anschluss daran wurde ein Projekt, die Linie Allmend–Halde auf Trolleybus umzustellen, ausgearbeitet. Dieses Projekt wurde am 3. Juli 1938 von den Einwohnern der Stadt klar abgelehnt. Einer der Hauptkritikpunkte der Gegner war dabei die Ästhetik der zweipoligen Fahrleitung.
Bereits im Oktober 1938 bestellte die TrL daraufhin zwei Autobusse, um den Bedarf an zusätzlichen Fahrzeugen zu decken. Dabei entschied man sich für Fahrzeuge mit Heckmotor, die mehr Nutzfläche als die klassischen Normallenker-Busse boten. Da das mechanische Schalten dieser Wagen als kompliziert eingestuft wurde, entschied man sich, den Antrieb diesel-elektrisch auszuführen. Die beiden Fahrzeuge erhielten die Nummern 16 und 17 und wurden Mitte 1939 in Betrieb genommen. Da es im Verlauf des Zweiten Weltkriegs immer schwieriger wurde, Treibstoff für die Autobusse zu beschaffen und dieser teilweise gar rationiert war, sah sich die TrL ab Frühling 1941 gezwungen, den Autobusbetrieb stark zu reduzieren und teilweise Autobusse mit Holzvergasern einzusetzen. Darüber hinaus verbot das Kriegs-, Industrie- und Arbeitsamt per Mai 1941 jegliche Parallelverkehre von städtischen Autobus- und Tramlinien, worauf auch die Stadtlinie Allmend–Halde per 11. Mai eingestellt werden musste. So kam es, dass am 7. September 1941 erneut über die Umstellung dieser Linie auf Trolleybus abgestimmt wurde. Die TrL organisierte im Vorfeld einen viertägigen Vorführbetrieb in der Hirschmattstrasse mit dem Zweikraftwagen Nummer 11 des Trolleybus Basel. Im Gegensatz zu 1938 wurde dieses Mal die Trolleybusvorlage mit rund 74 Prozent der Stimmen klar angenommen.

### Ergänzung zum Tram (1941–1959)

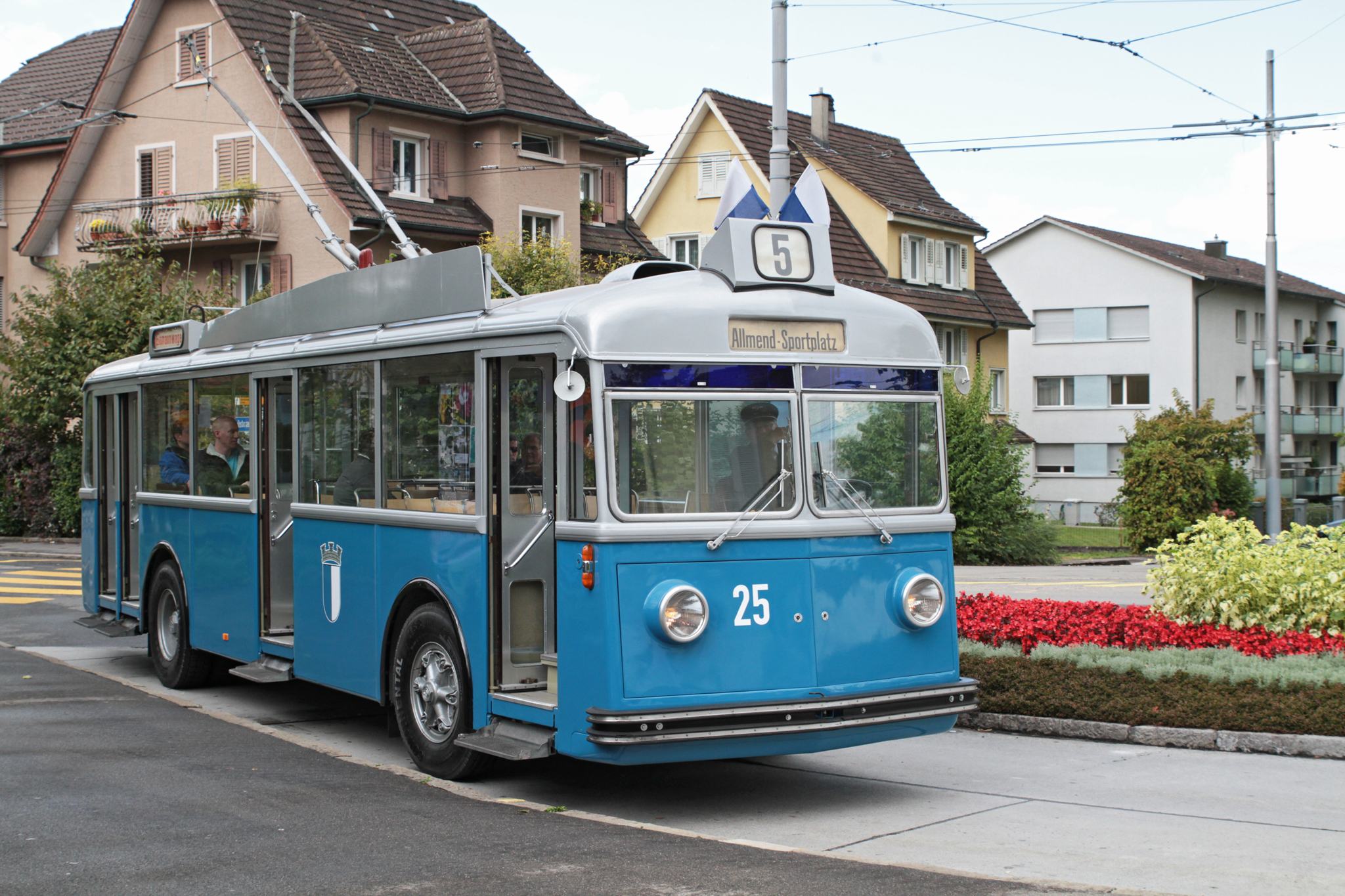
Die Verlängerung ins Wesemlin-Quartier gehörte zu den ersten Netzausbauten in den Jahren 1949–1951, hierfür wurden zehn dieser Solowagen neu beschafft (Aufnahme 2016)

Dank umfangreicher Vorarbeiten vor der Abstimmung im Herbst konnte der erste Trolleybus zwischen der Allmend und dem Bahnhof Luzern bereits am 7. Dezember 1941 verkehren. Für den Zwölf-Minuten-Takt standen dabei zwei Fahrzeuge zur Verfügung: Ein angemieteter Wagen des Trolleybus Lausanne sowie der zum Zweikraftwagen umgebaute Autobus Nummer 17. Bereits zwei Wochen später war auch Wagen Nummer 16 für den Trolleybusbetrieb ausgerüstet. Am 25. Januar 1942 konnte auch der Betrieb auf dem Abschnitt Bahnhof–Dietschiberg (Halde) aufgenommen werden, nach der Auslieferung der neuen Trolleybusse 18–21 wurde ab April ein Sechs-Minuten-Takt auf der gesamten Linie angeboten. Zusätzlich zu der ohne Weichen angelegten Fahrleitungsanlage der neuen Trolleybuslinie wurde im Bereich des Depots Eschenstrasse auch eine Dienstfahrleitung angelegt, welche allerdings durch die elektrifizierte Brünigbahn von den restlichen Fahrleitungsanlagen getrennt war.
Nach dem Kriegsende stiegen die Fahrgastfrequenzen stark, weshalb die Verkehrsbetriebe Luzern Ende 1945 zwei Anhänger bestellte, welche zu den Spitzenzeiten hinter den Trolleybussen 18–21 eingesetzt werden konnten. Nach der Anpassung der Kupplung sowie weiteren Nachbesserungen gelangten sie im Herbst 1947 in Betrieb. Zudem plante man, die Halden-Linie von Dietschiberg zur Brüelstrasse, zum Lido und in die Seeburg zu verlängern, weshalb 1947/48 zehn Trolleybusse bestellt wurden. Sie sollten zwischen Juni 1949 und März 1950 abgeliefert werden, vier davon wären für den Betrieb der Verlängerung vorgesehen gewesen. Da die Kosten für Fahrleitungsanlagen in dieser Zeit anstiegen, reichte der bewilligte Kredit für den Bau nicht mehr aus, und eigentlich geplante Überbauungen im Gebiet Brüel-Würzenbach wurden ebenfalls nicht im erwarteten Ausmass realisiert. Deshalb kamen die politischen Entscheidungsträger wie auch die Verkehrsbetriebe Luzern 1949 zum Entscheid, auf eine Ausweitung des Netzes in der Halde zu verzichten. Stattdessen wurden die Fahrzeuge der Serie 22–31 ab Ende 1949 auf der einzigen Linie 5 eingesetzt, wodurch die Anhänger nicht mehr benötigt wurden und ab 1950 dem Autobusbetrieb zugeordnet waren.
Nach der Sistierung des Projekts zur Verlängerung in die Seeburg genehmigte der Stadtrat im September 1950 einen Kredit zur Elektrifizierung der Linie 7 zwischen Bahnhof und Wesemlin. Bereits zwischen 1944 und 1948 waren entlang des Abendwegs im Rahmen dessen Ausbaus Vorarbeiten für zukünftige Mastfundamente der Linie ins Wesemlin durchgeführt worden. Im Zuge der Bauarbeiten wurden am Bahnhof Luzern zum ersten Mal für Luzern Zwischenwendeschleifen in beide Fahrtrichtungen realisiert. Am 20. Mai 1951 konnte die Linie planmässig eingeweiht werden. Der neueröffnete Abschnitt wurde mit der Strecke nach der Allmend zur Linie 5 verknüpft und die Strecke Bahnhof–Dietschiberg neu als Radiallinie 6 betrieben. Die erneute Zunahme der Fahrgastfrequenzen führte dazu, dass 1955 erneut zwei zusätzliche Trolleybusse an die Verkehrsbetriebe Luzern ausgeliefert wurden.

### Umstellung von Tram auf Trolleybus (1959–1961)
Bereits anfangs der 1930er Jahre gab es erste Überlegungen, die beiden Tramlinien teilweise durch Autobusse oder Trolleybusse zu ersetzen. Diese bekamen aber erst rund zwanzig Jahre später, nach einem Personalwechsel in der Direktion der Verkehrsbetriebe Luzern, Gewicht. So stellten diese im März 1952 erstmals ein Gesuch zur Einführung von Grossraumtrolleybussen mit einer Länge von 12,5 Metern und einer Breite von 2,5 Metern an das Eidgenössische Amt für Verkehr. Nachdem den Verkehrsbetrieben Luzern mitgeteilt wurde, dass solche Wagen genehmigt würden, erarbeitete man mehrere Varianten für den teilweisen und vollständigen Ersatz der Strassenbahn. Dabei wurde neben dem Gleiszustand auch berücksichtigt, dass ein grosser Teil des Rollmaterials aus Zweiachswagen mit Baujahren zwischen 1899 und 1926 bestand. Im Verlauf dieser Planungen stellten die beteiligten Parteien fest, dass die Umgestaltung mehrerer Plätze stark davon abhing, ob man mit oder ohne Tram plante. Da sowohl die Ingenieure als auch die Politiker davon ausgingen, dass die Grossraumtrolleybusse ähnlich viele Fahrgäste wie die bisher eingesetzten Grossraumtramwagen befördern konnten und zudem ein kleineres Verkehrshindernis darstellten, entschied man sich letztendlich gegen das Tram. Die entsprechende Vorlage gelangte am 5. Mai 1957 vor das Volk und wurde mit rund 71 Prozent der Stimmen gutgeheissen. Damit wurde nicht nur die Fahrleitungsanlage, sondern auch die Bestellung von 34 Grossraumtrolleybussen genehmigt. Die ersten 17 Wagen (Nummern 201–217) sollten im Vorfeld der Umstellung der Linie 2 im Sommer 1959 abgeliefert werden, die zweite Teilserie wurde 1959 um zwei weitere Wagen ergänzt und umfasste 19 Exemplare (Nummern 218–236), die 1961 ausgeliefert wurden. Die steigende Nachfrage sowie Ausbaupläne führten dazu, dass 1961 sechs weitere, technisch mit der ersten Teilserie identische, Grossraumwagen nachbestellt wurden, die pünktlich zum Eidgenössischen Turnfest 1963 ausgeliefert wurden.
Im Zuge der Umstellung auf den Trolleybus wurde die Linie 2 ab dem 15. November 1959 in die Halde verlängert, wodurch die Liniennummer 6 wieder entfiel. Dabei wurde – zehn Jahre nach Sistierung der ersten Ausbaupläne – auch eine Ausdehnung des Netzes von der Haltestelle Dietschiberg bis Brüelstrasse (damals Würzenbach genannt) realisiert. Zeitgleich mit der Umstellung der Linie 2 auf Trolleybusse ging zudem die Trolleybushalle des Depots Weinbergli inklusive Dienstfahrleitung ab der Langensandbrücke beziehungsweise der Verzweigung Tribschen-/Kellerstrasse in Betrieb. Bis 1966 wurde das Areal soweit ausgebaut, dass komplett auf das Depot und die Werkstatt an der Eschenstrasse verzichtet werden konnte. Am 12. November 1961 folgte auch die Umstellung der Linie 1, womit die Strassenbahn in Luzern Geschichte war. Beide Umstellungen erfolgten nach demselben Schema: Trambetrieb bis am Samstagnachmittag, danach Autobusersatzverkehr und am Sonntagmorgen Betriebsaufnahme mit Trolleybussen.

### Netzerweiterung und Gelenkwagen (1961–1985)
Im Anschluss an die Umstellung der Linie 1 auf Trolleybus folgten verschiedene Komplettierungsarbeiten des Fahrleitungsnetzes in Form von Zwischenwendeschleifen und einem neuen Linienast. Am 11. November 1962 wurde so der Abschnitt Breitenlachen–Hubelmatt eröffnet. Bedient wurde er von der Linie 4, die zwischen Breitenlachen und Zwyssigplatz den Linienverlauf mit der Linie 5 teilte. Im Jahr 1966 wurde das Trolleybusnetz gleich drei Mal ausgebaut und insgesamt um 7,5 Kilometer verlängert. Der 1951 verbliebene Ast der Stadtautobuslinie 7 Bahnhof–Weinbergli–Wartegg-Biregghof wurde am 10. April auf Trolleybus umgestellt, was dazu führte, dass die Fahrleitung zwischen der Einmündung Kellerstrasse und dem Depot Weinbergli nun nicht mehr nur für Dienstfahrten genutzt wurde. Gut einen Monat später, am 15. Mai wurde mit der Linie 6 Bahnhof–Weinbergli–Wartegg-Matthof auch die zweite Linie ins Tribschengebiet auf Trolleybus umgestellt. Rund ein halbes Jahr später folgte am 30. Oktober 1966 schliesslich auch noch die Verlängerung der Linie 2 von der Brüelstrasse nach Hinter-Würzenbach.
Nach 1966 blieb das Netz vorerst unverändert, auch wenn es immer wieder Überlegungen für Linienverlängerungen gab. So teilte der Stadtrat im Spätherbst 1963 im Rahmen der Eröffnung der Autobuslinie 14 mit, dass diese zu einem unbestimmten Zeitpunkt durch die Linie 4 oder 5 ersetzt werden solle. Dazu wäre eine Verlängerung vom Zwyssigplatz über die Adligenswilerstrasse zur Privatklinik St. Anna vorgesehen gewesen. Über zehn Jahre später, im Mai 1977, wurde der Direktor der Verkehrsbetriebe Luzern angefragt, ob es nicht möglich sei, die Linien 4 und 5 im Bereich der Dreilindenstrasse aufzugabeln und eine der beiden Linien zum St. Anna zu führen. Seine Antwort schloss den Einsatz von Trolleybussen auf der schmalen Allee auf Grund der Bäume aus, worauf die Idee ad acta gelegt wurde.
Bei der Bestellung der sechs Trolleybusse mit den Nummern 237–242 im Herbst 1961 erachtete der Luzerner Stadtrat die Einführung von Anhängern oder Gelenkwagen auf den Trolleybuslinien noch als nicht zweckmässig. Dank der stark steigenden Nachfrage änderte sich dies schon bald, und bereits Anfang 1965 wurde die Bestellung von 14 Gelenktrolleybussen diskutiert. Auf Grund der angestrebten kurzen Lieferzeiten sowie der benötigten Kapazität von 150 Fahrgästen kam der damals neuentwickelte APG-Trolleybus für die Verkehrsbetriebe Luzern nicht in Frage. Weiter wurden auch die 42 zwischen 1959 und 1963 abgelieferten Trolleybusse, für die Schindler Waggon Pratteln (SWP) als Generalunternehmer aufgetreten war, wegen ihrer Kinderkrankheiten als nicht zufriedenstellend erachtet. Die Verkehrsbetriebe Luzern sah sich bei diesen Wagen, welche eine Neukonstruktion gewesen waren, als Versuchskaninchen und wollte ein ähnliches Szenario bei den ebenfalls von SWP mitentwickelten Gelenkwagen verhindern. Unter anderem deshalb gingen die Verkehrsbetriebe Luzern auch nicht auf ein Angebot der SWP ein, dass den Umbau von sechs Grossraumtrolleybussen zu Gelenkwagen mit Einachsantrieb beinhaltet hätte. Stattdessen bestellten sie im Mai 1965 nach der Genehmigung durch die Einwohnergemeinde 14 Gelenktrolleybusse bei Büssing, Emmelmann und Siemens-Schuckert. Der Verband Schweizerischer Transportunternehmungen (VST) sah diesen Schritt der VBL als schweren Schlag gegen die Normungsbestrebungen innerhalb des Verbandes, wie der damalige Vize-Direktor verlauten liess. Nichtsdestotrotz traf der erste Gelenkwagen der Serie 151–164 bereits im Dezember 1965 in Luzern ein und wurde ab dem 10. Januar 1966 im Fahrgastbetrieb, hauptsächlich auf den Hauptlinien 1 und 2, eingesetzt.
Am 3. Dezember 1972 stimmten die Bürger von Luzern für einen Kredit, der für die Beschaffung von zehn Gelenkautobussen und 14 Gelenktrolleybussen zum Ersatz der ältesten Fahrzeuge aus den 1940er und 1950er Jahren vorgesehen war. Zuvor hatte eine Ausschreibung stattgefunden, zu der 20 Lieferanten eingeladen worden waren. Erneut entschied man sich in Luzern gegen den aktuellen Schweizer Einheitstrolleybus und für Hersteller aus dem Ausland. So erging der Auftrag für die Chassis sämtlicher Fahrzeuge an Volvo, die Karosserien sollten von der Carrosserie Hess gebaut werden, und Siemens wurde mit der Elektrik für die Trolleybusse beauftragt. Die ersten Fahrzeuge nahmen im Frühling 1975 den Kursbetrieb auf, und bis zum Fahrplanwechsel am 1. Juni 1975 verkehrten alle neuen Gelenktrolleybusse.

### Flottenerneuerung und Netzumstrukturierung (1986–1998)
Im Juni 1985 stimmte das Stimmvolk der Stadt Luzern für die Beschaffung von 30 Solo- und 16 Gelenktrolleybussen, welche in den Jahren 1988 und 1989 abgeliefert wurden. Im Jahr 1991 folgten vier weitere baugleiche Gelenktrolleybusse. Mit der neuen Serie, produziert von NAW, Hess und Siemens, konnten sämtliche älteren Solotrolleybusse aus der Zeit der Tramumstellung sowie die erste Serie von Gelenkbussen aus den 1960er Jahren ersetzt werden. Allerdings wurden nicht alle ausgemusterten Fahrzeuge verschrottet: Nachdem die Trolleybusse Nummer 226 und 227 bereits 1980 an den Trolleybus Schaffhausen verkauft worden waren, folgte 1989 der Wagen Nummer 218 als Ersatzteilspender. Ausserdem gelangte Wagen Nummer 222 nach seiner Ausmusterung 1988 rund neun Monate als Nummer 91 in La Chaux-de-Fonds zum Einsatz. Die weiterhin eingesetzte zweite Gelenktrolleybusserie wurde zwischen 1988 und 1993 sowohl innen wie auch aussen den neuen NAW-Trolleybussen angeglichen, wobei auch grössere technische Anpassungen vorgenommen wurden.
Am 2. Juli 1986 wurde mit der Linie 8 die siebte Linie des Luzerner Trolleybusnetzes eröffnet, wobei die zuvor verkehrende Autobuslinie erst im November 1981 eingeführt worden war. Eine weitere Vergrösserung erfuhr das Trolleybusnetz am 5. November 1990, als zum Fahrplanwechsel sowohl die Linie 1 von Kriens nach Obernau wie auch die Linie 2 von Emmenbrücke Central nach Sprengi verlängert wurden. Während die Verlängerung der Linie 1 eine Autobuslinie ersetzte, die bereits 1968 eingeführt worden war, stellte die Linie 2 eine Neuerschliessung eines Quartiers durch die Verkehrsbetriebe Luzern dar. Gleichzeitig endete mit der Eröffnung der neuen Abschnitte die Erneuerung der Fahrleitungsanlagen auf dem gesamten Trolleybusnetz. Diese wurde von 1982 bis 1990 durchgeführt und umfasste unter anderem die vollständige Umrüstung auf elastische Fahrleitung von Kummler+Matter sowie den Einbau von Schnellfahrweichen. Gleichzeitig wurden einzelne selten genutzte Wendemöglichkeiten abgebaut. Darüber hinaus erfuhr auch die Fahrleitungsanlage auf dem Bahnhofplatz während der 1980er Jahre zahlreiche Änderungen. Diese waren auf Bauprovisorien für den Neubau des Luzerner Bahnhofs sowie den dazugehörigen Busbahnhof, die beide im August 1990 eröffnet wurden, zurückzuführen.
Bereits in einem mehrteiligen Bericht zur Gesamtplanung der Verkehrsbetriebe Luzern aus den Jahren 1992 und 1993 wurde festgehalten, dass die Radial- und Durchmesserlinien des Trolleybusnetzes angepasst sowie durch weitere Linien Lücken im Gesamtnetz geschlossen werden sollten. Während die damals als Trolleybuslinie vorgeschlagene Linie 19 schlussendlich als Dieselbuslinie realisiert wurde, beschloss man die Linienrestrukturierung per 24. Mai 1998 umzusetzen. Diese Änderung führte dazu, dass aus den Linien 6, 7 und 8 Durchmesserlinien und aus den Linien 2, 4 und 5 Radiallinien mit Endpunkt am Bahnhof wurden. Einzig die Linie 1 behielt ihren kompletten Streckenverlauf. Beschwerden von Anwohnern aus Emmenbrücke, dass sie die Altstadt nicht mehr umsteigefrei erreichen könnten, führten schliesslich dazu, dass die Linie 2 2001 dennoch wieder zum Luzernerhof verlängert wurde. Mangelnde Nachfrage auf dem Abschnitt Luzern Bahnhof–Luzernerhof führte aber dazu, dass die Linie 2 bereits 2004 erneut eingekürzt wurde.

### Niederflur mit und ohne Anhänger (1998–2005)

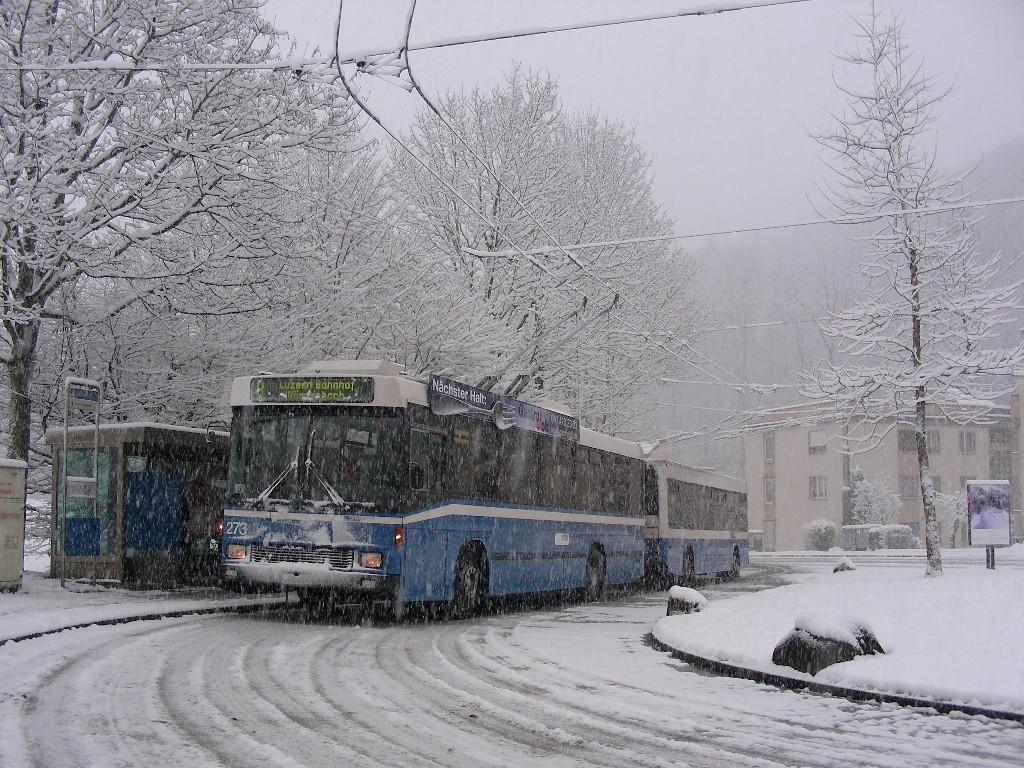
Anhängerzug Nummer 273 und 303 im März 2007 in der Wendeschleife Hirtenhof

Weil die Verkehrsbetriebe Luzern in den Hauptverkehrszeiten vor allem auf der Linie 1 nach Kriens immer wieder an Kapazitätsgrenzen stiessen, untersuchte man Mitte der 1990er Jahre den Einsatz von Doppelgelenkwagen, Doppelstockwagen oder Anhängern. Hierzu wurden unter anderem Tests mit einem Van Hool AGG 300 durchgeführt. Jedoch wäre eine diesbezügliche Beschaffung sehr kostspielig gewesen, zudem wären gemäss damaliger Einschätzung Radfahrer beim Überholen gefährdet worden, und die Doppelgelenkautobusse hätten nur 25 Personen mehr aufnehmen können als die vorhandenen Gelenktrolleybusse. Daher entschied man sich in Luzern zur Beschaffung von sieben niederflurigen Anhängern. Dies geschah zu einem Zeitpunkt, als ausser Lausanne alle anderen Schweizer Trolleybusbetriebe ihre Anhänger bereits abgeschafft hatten. Auf diese Weise konnten in Luzern vor allem die damals noch recht jungen Solotrolleybusse des Typs BT 5-25 weiter genutzt werden. Nachdem der Stadtrat einen Kredit von 25’000 Schweizer Franken für den Umbau des als Zugfahrzeug vorgesehenen Wagens 270 genehmigt hatte, konnte im März 1996 mit den Anhänger-Versuchsfahrten begonnen werden. Der reguläre Anhängerbetrieb begann schliesslich am 17. August 1998 auf der Linie 1 mit den Zugfahrzeugen Nummer 270–278. Da die Kapazitäten trotz Einsatzkursen mit Trolley- und Autobussen zu den Hauptverkehrszeiten nach wie vor nicht ausreichten, wurden im Juni 2002 vier weitere Anhänger in Betrieb genommen und deren Einsatz auf die Linie 6/8 ausgeweitet. Für die Verkürzung des Taktintervalls auf der Linie 1 auf fünf Minuten per Dezember 2005 wurden im Herbst jenes Jahres noch einmal vier Anhänger beschafft.
Nach einer Unterschriftenaktion des Luzerner Jugendparlaments nahmen die Verkehrsbetriebe Luzern am 2. Juni 2000 eigenwirtschaftlich ein Nachtbusnetz an den Wochenenden in Betrieb. Dabei orientierte man sich an dem Angebot der Spätkurse auf den regulären Linien, wie sie bereits zuvor zu ausgewählten Anlässen wie dem Seenachtsfest oder der Fasnacht existiert hatten. Folglich setzte man auf der Linie N1 nach Kriens–Obernau (drei Fahrten) sowie der Linie N2 nach Emmenbrücke (drei Fahrten) und Biregghof (eine Fahrt) Trolleybusse ein. Das Nachtbusnetz mit einem pauschalen Fahrpreis von fünf Franken blieb hinter den Erwartungen zurück und wurde deshalb im Juni 2001 umstrukturiert, wodurch keine Trolleybusse mehr zum Einsatz kommen konnten.
Anfang der 2000er Jahre war die Flotte des Luzerner Trolleybusbetriebs bis auf die Anhänger noch komplett hochflurig und entsprach somit nicht mehr den Anforderungen der Fahrgäste. Da aber in einer ersten Phase nach der Bahnreform noch nicht klar war, ob Trolleybuslinien ebenfalls im Zehn-Jahres-Rhythmus ausgeschrieben werden müssen, wurde eine Ersatzbeschaffung vorerst noch aufgeschoben. Erst im Herbst 2002 war klar, dass der Trolleybusbetrieb mit der bestehenden Konzession bis mindestens 2016 weiterbetrieben werden würde, und die Verkehrsbetriebe Luzern konnten die Beschaffung von acht Niederflurtrolleybussen in Angriff nehmen. Im Zuge einer Ausschreibung entschied man sich Luzern für den brandneuen Swisstrolley 3 der Carrosserie Hess, und damit waren die Verkehrsbetriebe Luzern der erste Kunde des neuen Fahrzeugtyps. Der erste Wagen, Nummer 201, gelangte ab dem 23. September 2004 in den Linieneinsatz, und die restlichen sieben Trolleybusse (Nummern 202-208) folgten bis Dezember 2004. Im Gegenzug schieden die Volvo/Hess/Siemens-Trolleybusse von 1975 per April 2004 aus der Flotte aus und wurden nach Burgas verkauft. Der reduzierte Trolleybusbestand zwischen Mai und September 2004 war auf einen Autobusersatzverkehr auf der Linie 1 durch die Sanierung der Luzernerstrasse in Kriens zurückzuführen. Per Ende 2004 waren somit rund ein Drittel der Luzerner Trolleybusse niederflurig, wobei die Linien 4, 5 und 7 vorerst noch komplett mit hochflurigen Solotrolleybussen betrieben wurden. Um dem zwischenzeitlichen Fahrzeugmangel durch Fahrplanverdichtungen entgegenzuwirken, wurden im April 2006 zwei weitere baugleiche Hess Swisstrolley (Nummern 209–210) in Betrieb genommen.
Das im Hinblick auf die Eröffnung der S-Bahn Luzern erarbeitete Konzept AggloMobil wurde per 11. Dezember 2005 umgesetzt und dabei das Autobus- und Trolleybusnetz auf die neue Angebots- und Nachfragesituation ausgerichtet. Im Falle des Trolleybusnetzes bedeutete dies, dass die Linie 5 damals entfiel und stattdessen alle Kurse als Linie 4 nach Hubelmatt verkehrten. Damit konnte die Überkapazität auf dem gemeinsamen Abschnitt bis Breitenlachen wie auch ab der Allmend Richtung Bahnhof im Zusammenspiel mit der Linie 20 korrigiert werden, während nur die Haltestelle Rynauerstrasse entfiel. Um sich alle Optionen für zukünftige Netzentwicklungen offen zu halten, wurden die Fahrleitungsanlagen auf diesem Abschnitt vorerst nicht zurückgebaut, einzig die Wendeschleife Allmend entfiel mit den 2009 beginnenden Bauarbeiten der unterirdischen Haltestelle Luzern Allmend/Messe.

### Doppelgelenkwagen und Linienverlängerungen (2006–2013)
Im März 2006 beschlossen die Verkehrsbetriebe Luzern, per Fahrplanwechsel im Dezember 2006 drei Doppelgelenktrolleybusse in Betrieb zu nehmen. Damit diese kurze Lieferfrist überhaupt möglich war, wurde die identische Konfiguration gewählt, wie diejenige der zehn in Produktion befindlichen Hess LighTram 3 für den Trolleybus Genf. Damit war es möglich, dass die Verkehrsbetriebe Luzern ihre Doppelgelenkwagen noch vor den Verkehrsbetrieben Zürich erhielten, die zwar früher bestellt hatten, aber die neue CO-BOLT-3-Front wünschten. Die Doppelgelenktrolleybusse Nummer 231–233 nahmen den Betrieb auf der Linie 1 pünktlich auf.
Die am 23. August 2004 eröffnete Verlängerung der Linie 7 vom Zwyssigplatz bis ins Unterlöchli verfügt über eine lange Vorgeschichte, welche bis ins Jahr 1988 zurückreicht. Damals stimmte das Luzerner Stimmvolk der Verlängerung zu, die aber auf Grund von Finanzknappheit und ausbleibenden Bautätigkeiten in diesem Gebiet zurückgestellt wurde. Als die Verlängerung Ende 2000 wieder aktuell wurde, begannen einzelne Anwohner, sich gegen die bevorstehende Verlängerung zu wehren, was in verschiedenen Einsprachen mündete. Nachdem der hängigen Einsprache im Frühling 2004 die aufschiebende Wirkung entzogen worden war, wurde der Fahrleitungsbau vorangetrieben und die Linie mitten im Fahrplanjahr verlängert. Die definitive Abweisung der Einsprache folgte indes erst rund zwei Jahre später.
Für den Ersatz der hochflurigen NAW-Gelenktrolleybusse bestellten die Verkehrsbetriebe Luzern im April 2008 16 neue Gelenktrolleybusse des Typs Hess/Vossloh-Kiepe Swisstrolley 3. Nur ein Jahr später, am 20. April 2009 wurde das erste Fahrzeug aus der Serie 211–226 in Betrieb genommen, der letzte Wagen gelangte im September 2009 in Betrieb. Von den älteren Swisstrolleys mit Baujahr 2004 und 2006 unterscheiden sich die Wagen durch das CO-BOLT-3-Design, die Länge von 18,75 Metern sowie verschiedenen technischen Details wie einer Fahrgastklimaanlage. Damit verbesserten die Neufahrzeuge den Komfort im Vergleich zu den NAW-Gelenktrolleybussen, die sie ersetzen, deutlich, auch wenn vorerst die Wagen 190, 191 und 200 noch als Betriebsreserve im Bestand verblieben. Während letztere beide im Frühjahr 2010 ausgemustert wurden, blieb Nummer 190 bis zu einem Unfall am 24. Juli 2012 in Betrieb. Die für den Anhängerbetrieb und auf der Linie 4 in Betrieb verbleibenden NAW-Solotrolleybusse wurden zwischen Januar 2008 und 2011 revidiert und sowohl innen als auch aussen an das Erscheinungsbild der neueren Trolleybusserien angepasst.
Das Angebotskonzept AggloMobil bemängelte die fehlende Direktverbindung vom Büttenenquartier ins Stadtzentrum, weshalb 2006 verschiedene Linienführungen für eine entsprechende Erschliessung geprüft wurden. Als beste Variante ging die Gabelung der Trolleybuslinien 6 und 8 bei der Haltestelle Brüelstrasse hervor, wobei so auch das Überangebot im Gebiet Würzenbach abgebaut werden konnte. Verschiedene Strassenausbauten für die Gelenkwagen sowie einige Einsprachen von Anwohnern verzögerten das Projekt mehrmals. Trotz Kreditbeschluss durch das Stadtparlament im Oktober 2008 konnte deshalb erst im Januar 2013 mit den Arbeiten an den Fahrleitungsanlagen begonnen werden. Die Arbeiten konnten im Oktober abgeschlossen werden, und der fahrplanmässige Betrieb der Linie 6 in die Büttenenhalde begann zum Fahrplanwechsel am 15. Dezember 2013.

### RBus und zweite Linie 5 (seit 2013)

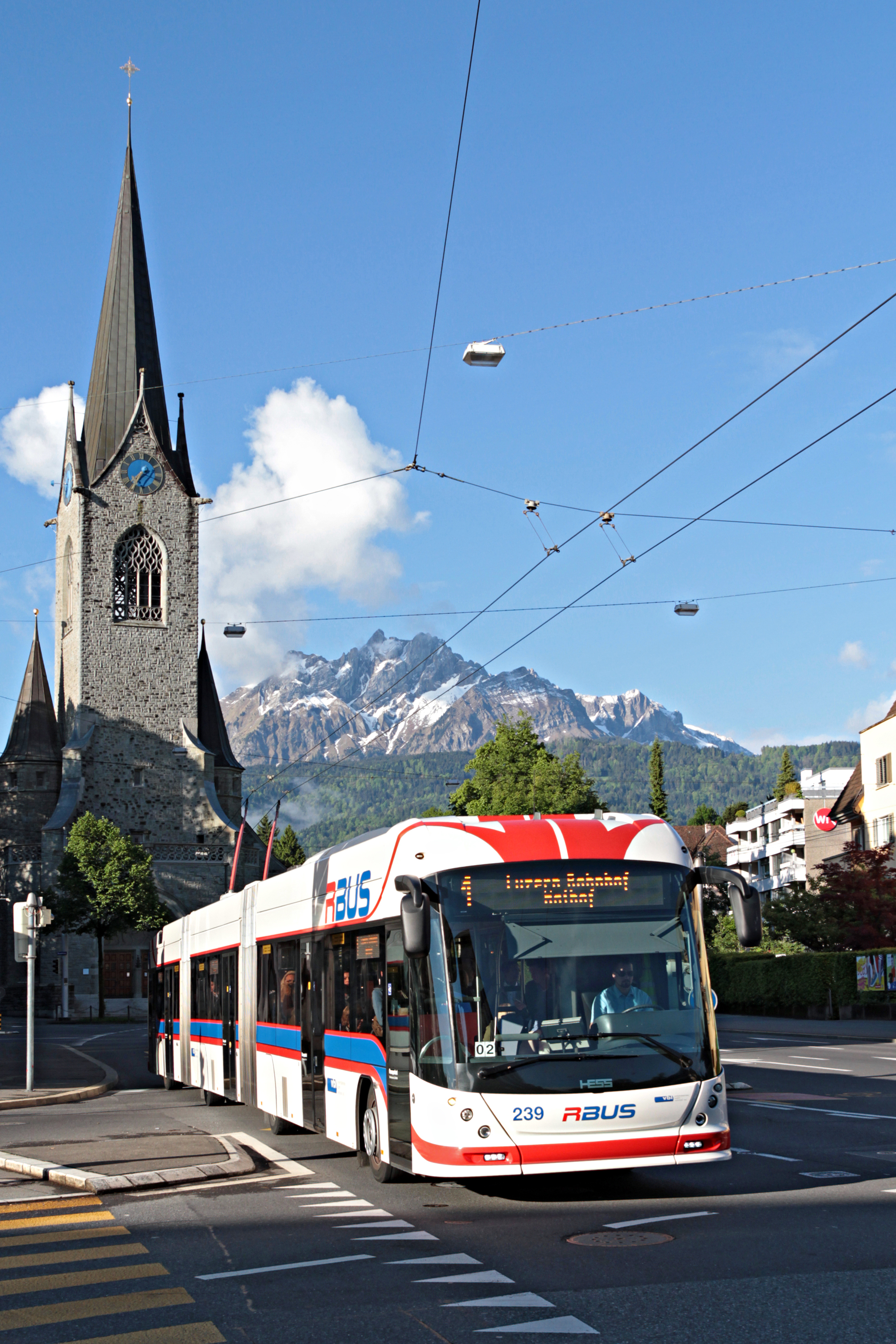
Ein Doppelgelenktrolleybus auf der RBus-Linie 1 am Paulusplatz

Auch mit dem Einsatz der Anhängerzüge blieben sowohl die Kapazität als auch die Zuverlässigkeit der Trolleybusse weiterhin ein brennendes Thema für die Verkehrsbetriebe Luzern und den Verkehrsverbund Luzern. Deshalb entstand das Konzept RBus, das im Dezember 2012 präsentiert wurde. Mit dem ersten für das Konzept ausgelieferten Hess/Vossloh Kiepe LighTram 4 wurde am 12. Juni 2014 das System RBus auf der Linie 1 unter dem Namen 1ER eingeführt. Die erste Eröffnung der Infrastrukturmassnahme für das System erfolgte am 29. Oktober 2014 in Form einer Busspur auf der Pilatusstrasse in Luzern. Im Rahmen der Erneuerung des Seetalplatzes in Emmenbrücke wurden verschiedene Infrastrukturmassnahmen für die Linie 2 realisiert, welche am 11. Dezember 2016 in das RBus-Netz integriert wurde.
Die Inbetriebnahme der Doppelgelenktrolleybusse für die RBus-Linien verdrängte die Anhängerzüge allmählich aus dem Linienbetrieb. Die Anhänger aus den ersten beiden Serien (Nummern 301–311) von 1998 und 2002 schieden somit Ende 2014 aus dem Flottenbestand aus. Die Anhänger Nummer 312–316 verblieben zusammen mit den sieben Zugfahrzeugen Nummer 260–264, 274 und 279 weiterhin auf der Linie 8 und teilweise auf der Linie 1 in Betrieb. Mit der Auslieferung der zweiten Serie Doppelgelenkwagen für den RBus verschwanden sie im Herbst 2016 zwischenzeitlich aus dem Linienbetrieb, wurden aber noch bis Oktober 2017 hauptsächlich auf der Linie 8 eingesetzt, bevor diese ebenfalls auf Doppelgelenkwagen umgestellt wurde.
Da die Zu- und Wegfahrten auf dem Seetalplatz bis 2016 komplett umgebaut wurden, setzten die Verkehrsbetriebe Luzern auf der Linie 2 zwischen dem 15. Dezember 2013 und dem 10. Dezember 2016 vorübergehend Autobusse ein. Damit konnte flexibler auf Änderungen in der Verkehrsführung reagiert und teure Fahrleitungsprovisorien umgangen werden. Hierfür wurden im Juni 2013 kurzfristig 13 neue Diesel-Gelenkbusse bei Mercedes-Benz bestellt. Mit den freigesetzten Gelenktrolleys der Linie 2 erfolgte ebenfalls zum 15. Dezember 2013 – bei gleichzeitiger Taktstreckung – die Umstellung der Linie 4 auf Gelenkwagen. Damit endete nach 72 Jahren der Einsatz von Solowagen, ferner bieten seitdem alle Trolleybuskurse mindestens einen barrierefreien Einstieg.
Bereits zu Zeiten, als in Luzern noch Trams verkehrten, gab es Pläne, eine direkte Linie von Kriens nach Emmenbrücke zu führen. Ab 1927 existierte die dafür nötige Gleisverbindung am Pilatusplatz, dennoch blieb es bei einzelnen Kursen zu den Schichtwechseln in der Stahlgiesserei Emmenbrücke. Nach Umstellung der Tramlinien auf Trolleybus war die Linie über mehrere Jahrzehnte kein Thema mehr und wurde erst 1999 in einem politischen Postulat wieder aufgegriffen. In die offizielle ÖV-Planung aufgenommen wurde die Streckenführung von Kriens über den Pilatusplatz in Luzern nach Emmenbrücke indes erst im Jahr 2012, als das Angebotskonzept AggloMobil due erschien. Damals wurde die Tangentiallinie noch unter der Liniennummer 3 geführt, was 2015 im Rahmen des geplanten RBus-Ausbaus angepasst wurde. Die für die Linie 5 nötigen Fahrleitungsverbindungen wurden im September 2016 installiert, und der Betrieb wurde zum Fahrplanwechsel am 11. Dezember 2016 aufgenommen.

### Chronik

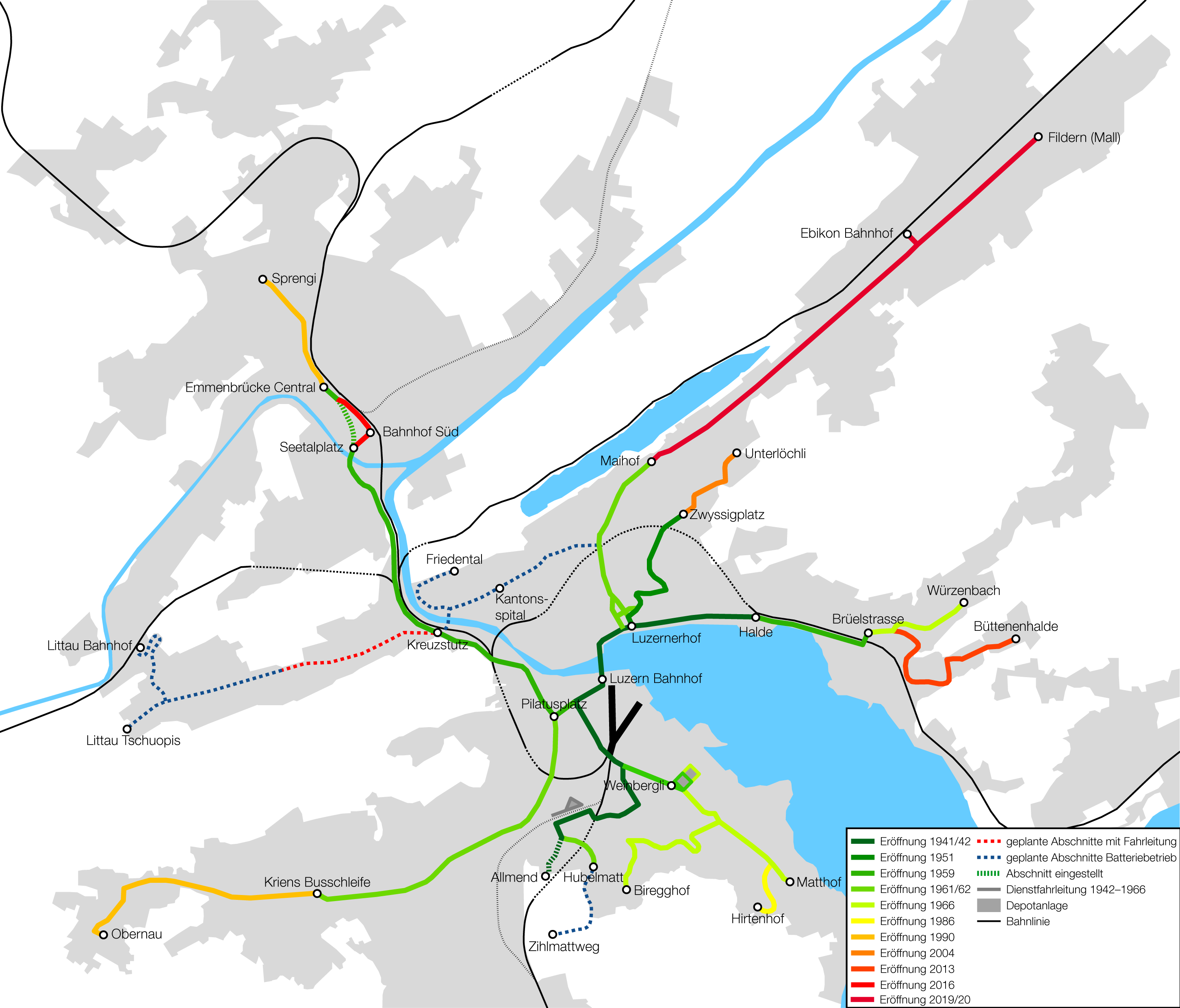
Netzentwicklung des Trolleybusnetzes

Die einzelnen Streckenabschnitte gingen wie folgt in Betrieb:
| Datum             | Strecke | Linie                                                      | Änderung                                                | Bemerkungen                                                |
| ----------------- | --- | ---------------------------------------------------------- | ------------------------------------------------------- | ---------------------------------------------------------- |
| 7. Dezember 1941  | Luzern Bahnhof–Allmend (2,59 Kilometer)                                                                           | Luzern Bahnhof–Breitenlachen heute Linie 4                 | Autobusersatz, teilweise Neuerschliessung               | Breitenlachen–Allmend seit 11. Dezember 2005 stillgelegt   |
| 25. Januar 1942   | Luzern Bahnhof–Halde (Dietschiberg)                                                                               | heute Linien 6 und 8                                       | Autobusersatz, bis 1930 Tram                            |                                                            |
| 10. Juli 1942     | Bleicherstrasse–Eschen-/Kleinmattstrasse                                                                          | -                                                          | Erschliessung des Depots und der Werkstätten            | 1966 zusammen mit dem Depot Eschenstrasse stillgelegt      |
| 20. Mai 1951      | Luzernerhof–Zwyssigplatz                                                                                          | heute Linie 7                                              | Autobusersatz                                           |                                                            |
| 15. November 1959 | Halde (Dietschiberg)–Brüelstrasse (1,05 Kilometer) Kantonalbank–Central (4,38 Kilometer) Brünigstrasse–Weinbergli | heute Linien 6 und 8 heute Linie 2 heute Linien 6, 7 und 8 | Autobusersatz Tramersatz Erschliessung Depot Weinbergli | Seetalplatz–Central seit dem 15. Dezember 2013 stillgelegt |
| 12. November 1961 | Pilatusplatz–Kriens Busschleife Luzernerhof–Maihof                                                                | heute Linie 1                                              | Tramersatz                                              |                                                            |
| 11. November 1962 | Breitenlachen–Hubelmatt                                                                                           | heute Linie 4                                              | Neuerschliessung                                        |                                                            |
| 10. April 1966    | Weinbergli–Biregghof                                                                                              | heute Linie 7                                              | Autobusersatz                                           |                                                            |
| 15. Mai 1966      | Wartegg–Matthof                                                                                                   | heute Linie 6                                              | Autobusersatz                                           |                                                            |
| 30. Oktober 1966  | Brüelstrasse–Würzenbach                                                                                           | heute Linie 8                                              | Neuerschliessung                                        |                                                            |
| 2. Juli 1986      | Schönbühl–Hirtenhof                                                                                               | heute Linie 8                                              | Autobusersatz                                           |                                                            |
| 5. November 1990  | Kriens Busschleife–Obernau Dorf Central–Sprengi                                                                   | heute Linie 1 heute Linie 2                                | Autobusersatz Neuerschliessung                          |                                                            |
| 23. August 2004   | Zwyssigplatz–Unterlöchli                                                                                          | heute Linie 7                                              | Autobusersatz, teilweise Neuerschliessung               |                                                            |
| 15. Dezember 2013 | Brüelstrasse–Büttenenhalde (1,8 Kilometer)                                                                        | heute Linie 6                                              | Autobusersatz                                           |                                                            |
| 11. Dezember 2016 | Emmenbrücke Bahnhof Süd–Viscosistadt                                                                              | heute Linie 2                                              | geänderte Linienführung                                 |                                                            |
| 15. Dezember 2019 | Maihof–Ebikon, Fildern (4,7 Kilometer)                                                                            | heute Linie 1                                              | Autobusersatz                                           |                                                            |

Anmerkung: Mit Eröffnung der neuen Infrastruktur am Seetalplatz wurden im Dezember 2016 folgende Haltestellen umbenannt: Emmenbrücke Seetalplatz in Emmenbrücke Bahnhof Süd sowie Central in Viscosistadt

## Fahrzeuge

### Ehemalige
| Bild | Nummern | Stück | Hersteller                   | Elektrik                      | Typ        | Art                  | Baujahre         | Ausrangierung | Besonderheiten                                                                                  |
| ---- | ------- | ----- | ---------------------------- | ----------------------------- | ---------- | -------------------- | ---------------- | ------------- | ----------------------------------------------------------------------------------------------- |
|      | 16–17   | 02    | FBW / SWS                    | BBC                           |            | Solo, Zweikraftwagen | 1941             | 1966          | in eigener Werkstatt aus Autobussen des Baujahrs 1939 umgebaut                                  |
|      | 18–21   | 04    | FBW / Hess                   | BBC                           |            | Solo                 | 1942             | 1972          | Batterie von 24 auf 72 Volt umschaltbar                                                         |
|      | 22–31   | 10    | FBW / FFA                    | MFO                           | 1 MHe      | Solo                 | 1949–1950        | 1972–1975     | Wagen 25 heute Museumswagen                                                                     |
|      | 32–33   | 02    | FBW / Schindler              | MFO                           |            | Solo                 | 1955             | 1975          |                                                                                                 |
|      | 52–53   | 02    | FBW / Hess                   | keine                         |            | Anhänger             | 1946             | 1949 (1973)   | Ab Herbst 1947 hinter Nr. 18–21 im Einsatz 1950–1973 bei den VBL als Autobusanhänger eingesetzt |
|      | 201–217 | 17    | FBW / Schindler              | MFO-BBC                       |            | Solo                 | 1959–1960        | 1988–1991     |                                                                                                 |
|      | 218–236 | 19    | Saurer / Schindler           | MFO-BBC                       |            | Solo                 | 1959–1963        | 1978–1989     | Wagen 227 als VBSH 207 bei der Association RétroBus Léman                                       |
|      | 237–242 | 06    | FBW / Schindler              | MFO-BBC                       | 1 MHe      | Solo                 | 1963             | 1988–1991     | Wagen 242 heute Museumswagen                                                                    |
|      | 151–164 | 14    | Büssing / Emmelmann          | SSW                           |            | Gelenk               | 1965             | 1987–1988     | Wagen 162 bei der Association RétroBus Léman                                                    |
|      | 165–178 | 14    | Volvo / Hess                 | Siemens                       | B58        | Gelenk               | 1975             | 2002–2004     |                                                                                                 |
|      | 181–200 | 20    | NAW / Hess                   | 181–196: Siemens 197–200: ABB | BGT 5-25   | Gelenk               | 1987–1991        | 2009–2012     | Wagen 184 bei der Association RétroBus Léman                                                    |
|      | 251–280 | 30    | NAW / Hess / Ramseier+Jenzer | Siemens                       | BT 5-25    | Solo                 | 1988–1989        | 2006 –2017    | Wagen 257 und 271 bei der Association RétroBus Léman, 280 heute Museumswagen                    |
|      | 301–316 | 16    | Lanz + Marti / Hess          | keine                         | APM 5.6-13 | Anhänger             | 1998, 2002, 2005 | 2014–2017     | niederflurig, Anhänger 301 bei der Association RétroBus Léman                                   |

Alle bisher ausrangierten Motorwagen waren Hochflurfahrzeuge, an Niederflurwagen schieden bisher nur Anhänger aus dem Bestand. Die beiden Wagen 226 und 227 waren nach ihrer 1980 erfolgten Ausrangierung unter den neuen Nummern 206 und 207 noch bis 1991 beim Trolleybus Schaffhausen im Einsatz. Wagen 252 und 253 wurden ab Indienststellung neben dem regulären Liniendienst als Fahrschulwagen genutzt. Mitte der Nullerjahre schieden sie komplett aus dem Liniendienst aus. Wagen 252 wurde bis im Oktober 2017 als Fahrschulwagen verwendet, während Wagen 253 aufgrund eines Defekts Mitte Juni 2011 verschrottet wurde. Wagen 280 diente zwischen 2007 und 2017 als Enteisungswagen. Zehn weitere Solowagen dieses Typs gingen 2014 an den Oberleitungsbus Valparaíso in Chile, 2017 folgten die verbleibenden acht NAW-Solowagen.

### Heutige
Der reguläre Trolleybus-Wagenpark der Verkehrsbetriebe Luzern besteht aus 30 Gelenk- und 34 Doppelgelenktrolleybussen.
|  | Nummern         | Stück | Hersteller | Elektrik      | Typ            | Art          | niederflurig | Baujahre  | Anmerkungen                                                          |
|  | --------------- | ----- | ---------- | ------------- | -------------- | ------------ | ------------ | --------- | -------------------------------------------------------------------- |
|  | 201–210         | 10    | Hess       | Vossloh Kiepe | BGT-N2C        | Gelenk       | ja           | 2004/2006 |                                                                      |
|  | 211–226         | 16    | Hess       | Vossloh Kiepe | BGT-N2C        | Gelenk       | ja           | 2009      | Nr. 226 Fahrschulwagen                                               |
|  | 227–230         | 04    | Hess       | Vossloh Kiepe | BGT-N2D        | Gelenk       | ja           | 2016      |                                                                      |
|  | 231–233         | 03    | Hess       | Vossloh Kiepe | BGGT-N2C       | Doppelgelenk | ja           | 2006      |                                                                      |
|  | 234–242         | 09    | Hess       | Vossloh Kiepe | BGGT-N2D       | Doppelgelenk | ja           | 2014      | Nr. 242 Fahrschulwagen                                               |
|  | 401–409 410–417 | 17    | Hess       | Vossloh Kiepe | BGGT-N2D       | Doppelgelenk | ja           | 2016 2017 |                                                                      |
|  | 418–422         | 05    | Hess       | ABB           | lighTram 25 DC | Doppelgelenk | ja           | 2019      | Ursprünglich mit Kamera-Rückspiegeln ausgestattet, 2020 zurückgebaut |

Sämtliche 34 Doppelgelenkbusse (DGT) kommen auf den RBus-Linien 1, 2 und 8 sowie gelegentlich auf der Linie 6 zum Einsatz. Die drei ältesten Wagen (Nr. 231–233) von 2006 tragen nicht das 2014 eingeführte RBus-Design und verkehren wegen fehlender automatischen An-/Abdraht-Funktion nicht auf der RBus-Linie 1. Diese Funktion ist für die fahrleitungslose Strecke nach „Ebikon Bahnhof“ zwingend notwendig.
Die beiden Fahrschulwagen Nr. 226 und 242 werden auch im regulären Fahrgasteinsatz eingesetzt; der Sitz, die Pedale und die Instrumente für den Fahrlehrer können nach Bedarf ein- und ausgebaut werden. Der Gelenktrolleybus Nr. 226 wirbt zudem seit November 2017 mittels einer Vollwerbung für die vbl-Fahrschule.

### Dienstfahrzeuge
|  | Nummer | Typ                   | Baujahr | Zweck              |
|  | ------ | --------------------- | ------- | ------------------ |
|  | 07     | Volvo FL6 Turbo       | 1992    | Turmwagen          |
|  | 010    | Volvo FS7 Intercooler | 1996    | Turmwagen          |
|  |        | VW Crafter            | 2015    | Enteisungsfahrzeug |